# تیورتن، نوا اسکوشیا
تیورتن، نوا اسکوشیا (به انگلیسی: Tiverton, Nova Scotia) یک منطقهٔ مسکونی در کانادا است که در نوا اسکوشیا واقع شده‌است. تیورتن ۳۰۰ نفر جمعیت دارد.